# АЕС Ханбіт
Атомна електростанція Ханбіт — велика атомна електростанція в провінції Чолланамдо в Південній Кореї. Об’єкт працює на встановленій потужності 5875 МВт. Електростанція в даний час є п'ятою за величиною АЕС у світі. Назву станції було змінено з Йонгванг на Ханбіт у 2013 році на вимогу місцевих рибалок.
Усі блоки Ханбіт належать до типу реакторів з водою під тиском (PWR). Блок-1 і блок-2 є 3-контурними установками Westinghouse; Основні компоненти були отримані від іноземних фірм, тоді як допоміжні компоненти та будівництво об’єкта виконувалися всередині країни. Блок-3 і блок-4 є 2-контурними установками системи спалювання (C-E) System 80, основними компонентами та конструкцією яких керують національні країни відповідно до угоди про передачу технологій. Блок-5 і блок-6 базуються на проекті корейської стандартної атомної електростанції Ульчин (тепер Ханул) блоку-3 OPR-1000.

## Інформація про блоки
| Блок     | Тип      | Чиста потужність | Початок будівництва | Комерційна експлуатація | Зауваження |
| -------- | -------- | ---------------- | ------------------- | ----------------------- | ---------- |
| Ханбіт-1 | WH F     | 959              | 04 черв 1981        | 25 серп 1986            | [ 4 ]      |
| Ханбіт-2 | WH F     | 958              | 10 груд 1981        | 10 черв 1987            | [ 5 ]      |
| Ханбіт-3 | OPR-1000 | 998              | 23 груд 1989        | 31 бер 1995             | [ 6 ]      |
| Ханбіт-4 | OPR-1000 | 997              | 26 травня 1990      | 01 січня 1996           | [ 7 ]      |
| Ханбіт-5 | OPR-1000 | 993              | 29 черв 1997        | 21 травня 2002          | [ 8 ]      |
| Ханбіт-6 | OPR-1000 | 993              | 20 лис 1997         | 24 груд 2002            | [ 9 ]      |